# 高雄市公車鳳山高鐵城市快線
高雄市公車鳳山高鐵城市快線（E11），由高雄客運營運。起點站為鳳山（誠義路口），終點站為臺鐵新左營站。
車輛提供Free 4G、USB充電服務。

## 歷史
- 2016年8月1日正式營運，免費搭乘一個月，營運期為5年。[2][3]
- 2021年8月1日因營運期滿載客效率不佳停駛。[4]

## 停站
參見右側路線圖